# Citrogramma citrinum
Citrogramma citrinum är en tvåvingeart som först beskrevs av Enrico Adelelmo Brunetti 1923.  Citrogramma citrinum ingår i släktet Citrogramma och familjen blomflugor. Inga underarter finns listade i Catalogue of Life.